# Pentelicus
Pentelicus is een geslacht van vliesvleugeligen uit de familie Encyrtidae. De wetenschappelijke naam van dit geslacht is voor het eerst geldig gepubliceerd in 1895 door Howard.

## Soorten
Het geslacht Pentelicus omvat de volgende soorten:
- Pentelicus aeneifrons (Girault, 1935)
- Pentelicus aldrichi Howard, 1895
- Pentelicus confusus (Ashmead, 1900)
- Pentelicus orientalis Zhang, Xiao & Huang, 2005
- Pentelicus paliji Khlopunov, 1979
- Pentelicus similis Zhang, Xiao & Huang, 2005
- Pentelicus varicornis (Girault, 1917)